# Grey's Anatomy (20.ª temporada)
A vigésima temporada do drama médico de televisão americano Grey's Anatomy foi encomendada em 24 de março de 2023, pela American Broadcasting Company (ABC), e estreou em 14 de março de 2024. A temporada será produzida pela ABC Signature, em associação com a Shondaland Production Company, a Entertainment One Television e Trip the Light Productions, com Shonda Rhimes, Betsy Beers, Debbie Allen, Meg Marinis, Mark Gordon e Ellen Pompeo como produtores executivos, e Meg Marinis assumirá o papel de showrunner depois da saída de Krista Vernoff, que deixou a série após a temporada anterior. A temporada irá ao ar na temporada de transmissão de 2023-24 às noites de quinta-feira às 21h, horário do leste dos EUA.
Esta é a primeira temporada que não apresenta Jesse Williams desde a sexta temporada e a primeira temporada que não apresenta Kelly McCreary e Scott Speedman como regulares da série desde a décima primeira e décima oitava temporadas, respectivamente. Ellen Pompeo mantém o status regular de sua série, além de continuar a fornecer narração para cada episódio e aparecer em quatro episódios da temporada. Em 2 de abril de 2024, a ABC renovou a série para uma vigésima primeira temporada.
A vigésima temporada estrela Ellen Pompeo como Dra. Meredith Grey, Chandra Wilson como Dra. Miranda Bailey, James Pickens Jr. como Dr. Richard Webber, Kevin McKidd como Dr. Owen Hunt, Caterina Scorsone como Dra. Amelia Shepherd, Camilla Luddington como Dra. Jo Wilson, Kim Raver como Dra. Teddy Altman, Jake Borelli como Dr. Levi Schmitt, Chris Carmack como Dr. Atticus "Link" Lincoln, Anthony Hill como Dr. Winston Ndugu, Alexis Floyd como Dra. Simone Griffith, Harry Shum Jr. como Dr. Benson "Blue" Kwan, Adelaide Kane como Dra. Jules Millin, Midori Francis como Dra. Mika Yashuda e Niko Terho como Dr. Lucas Adams.
A atriz brasileira Bianca Comparato, estrela da série 3% (Netflix), fez parte do elenco do terceiro episódio, intitulado de Walk on the Ocean, assinado pelo roteirista brasileiro Beto Skubs em parceria com Mark Driscoll.

## Elenco e personagens

### Principal
- Ellen Pompeo como Dra. Meredith Grey[6]
- Chandra Wilson como Dra. Miranda Bailey[6]
- James Pickens Jr. como Dr. Richard Webber[6]
- Kevin McKidd como Dr. Owen Hunt[6]
- Caterina Scorsone como Dra. Amelia Shepherd[6]
- Camilla Luddington como Dra. Jo Wilson[6]
- Kim Raver como Dra. Teddy Altman[6]
- Jake Borelli como Dr. Levi Schmitt[8]
- Chris Carmack como Dr. Atticus "Link" Lincoln[6]
- Anthony Hill como Dr. Winston Ndugu[8]
- Alexis Floyd como Dra. Simone Griffith[8]
- Harry Shum Jr. como Dr. Benson "Blue" Kwan[8]
- Adelaide Kane como Dra. Jules Millin[8]
- Midori Francis como Dra. Mika Yasuda[8]
- Niko Terho como  Dr. Lucas Adams[8]

### Recorrente
- Scott Speedman as Dr. Nick Marsh
- Jason George as Dr. Ben Warren
- Debbie Allen as Dr. Catherine Fox[6]
- Jaicy Elliot as Dr. Taryn Helm
- Freddy Miyares as Dorian Cardenas
- Jacqueline Obradors as Valeria Cardenas
- Natalie Morales as Dr. Monica Beltran

### Participações
- Juliet Mills as Maxine Anderson
- Bianca Comparato as Maria-Flor Vasconcellos
- Merrick McCartha as Karl
- Alex Landi as Dr. Nico Kim[9]
- Jessica Capshaw as Dr. Arizona Robbins[10]
- Raymond Cruz as Daniel Jiménez
- Marla Gibbs as Joyce Ward
- Stefania Spampinato as Dr. Carina DeLuca
- Kelly McCreary as Dr. Maggie Pierce

## Episódios
| N.º na série | N.º na temp. | Título | Dirigido por | Escrito por | Exibição original   | Audiência (milhões) |
| ------------ | ------------ | ------ | ------------ | ----------- | ------------------- | ------------------- |
| 421          | 1            | ASA    | ASA          | ASA         | 14 de março de 2024 | ASD                 |

## Produção

### Desenvolvimento
A produção da temporada foi adiada indefinidamente devido às greves WGA (roteiristas) e SAG-AFTRA nos Estados Unidos, que foram encerradas em setembro e novembro, respectivamente, de 2023. Em 15 de novembro de 2023, aconteceu a primeira leitura da mesa para a estreia da temporada, compartilhada pelos atores Camilla Luddington, Midori Francis, Adelaide Kane, Anthony Hill e James Pickens Jr. em suas contas no Instagram. A ABC anunciou em 16 de novembro de 2023 que a temporada estreará em 14 de março de 2024. Esta temporada será a mais curta desde a primeira temporada, com apenas 10 episódios.